# هیوستون تکسانز

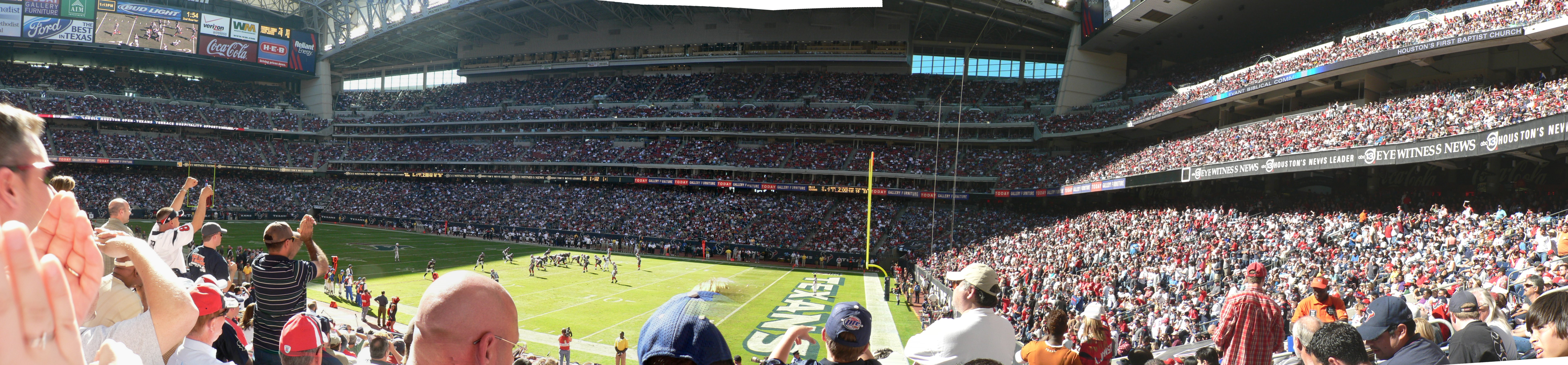

تیم فوتبال آمریکایی هیوستون تکسانز (به انگلیسی: Houston Texans) از شهر هیوستون در ایالت تگزاس می‌باشد.
این تیم عضو لیگ ملی فوتبال آمریکا است.
ورزشگاه خانه این تیم ورزشگاه رلاینت (به انگلیسی: Reliant Stadium) نام دارد.

## وبگاه رسمی
- وبگاه رسمی تیم